# ARTERY & VEIN : THE VERY BEST OF YUTAKA OZAKI
『ARTERY & VEIN : THE VERY BEST OF YUTAKA OZAKI』（アーテリー・アンド・ベイン - ザ・ベリー・ベスト・オブ・ユタカ・オザキ）は、日本のシンガーソングライターである尾崎豊の2作目のベスト・アルバム。
1999年11月25日にソニー・ミュージックレコーズからリリースされた。ベスト・アルバムとしては『愛すべきものすべてに』（1996年）以来およそ3年振り、その他のアルバムを含めると『風にうたえば』（1999年）以来およそ8か月ぶりのリリースとなった。
前作『愛すべきものすべてに』はシングル曲を中心とした選曲であったが、本作では4枚目のアルバム『街路樹』（1988年）以外のアルバム収録曲を中心に選曲されている。また本作は2枚組となっており、「DISC 2」にはキーボーディストの井上鑑が制作したアルバム『TOKYO INSTALLATION』（1986年）へ提供した尾崎作曲のインストゥルメンタル曲が2曲収録されている。本作はオリコンアルバムチャートにおいて最高位第14位となった。

## 制作とアルバムタイトル
尾崎豊の初のベスト・アルバム『愛すべきものすべてに』（1996年）ではシングル曲を中心に選曲されたが、本作ではアルバム収録曲からの選曲が多くなっている。また、一部収録曲はシングルバージョンやライブバージョンでの収録となっている。これにより『愛すべきものすべてに』とは共通する曲はあるものの、異なったバージョンで収録され、全く同じ音源にはならない仕様となっている。
プロデューサーである須藤晃は、本作を完成させるためにそれぞれの曲の制作当時のマルチテープを聴き直す作業を行い、再ミックスを検討したものの最終的にはそれぞれの楽曲のリリースされた形を尊重することとなった。須藤としては過去作を聴くことでレコーディング時に詞やメロディに多少の迷いや手直しがあったことなど新たな発見があり、当時の試行錯誤の形跡を尊重した結果、オリジナルのままでのリリースにすることを決意したと述べている。また、リリース当時須藤は本作が尾崎の公式なアルバムとしては最後の作品になると述べていた。
『愛すべきものすべてに』はバラードをメインに構成されていたが、本作では尾崎の静と動の両面を構成した内容になっている。タイトルとして使用されている「ARTERY & VEIN」は5作目のアルバム『誕生』（1990年）のブックレットにて初めて使用された英詩のタイトルであり、尾崎の死後にイベントなどの総称として使用されており、また須藤は「尾崎豊の精神の象徴的なことばとして使われていた」と述べている。英詩と翻訳は以下の通りとなっている。
Commotion around the rotary of the fundamental life Shouting, screaming and spreading out tambling, wedging and floating Touching each other like dominoes Affirmative as negative Succession as interval
日常的生活の交差点周辺での動乱は 叫びながら、泣きながら大きく広がって つまずいたり、押しのけたり、漂ったり ドミノのように互いに接触したり 否定的でもあり 肯定的でもあり 時間的間隔があるようで 継続している—尾崎豊, 
『誕生』ブックレットより
須藤は上記の英詩を「これらのことばが生きることに貪欲で、生きることにこだわり続けた彼の姿勢を明確に表現している。血は生気も毒気も運ぶ。全身をくまなく網羅し、心臓から送り出されて戻る」と解釈した上で、人間の中にある双極のものをストレートに体現した尾崎のスピリチュアルなメッセージを「ARTERY & VEIN」と呼びたいと述べている。

## リリース、チャート成績、構成
本作は1999年11月25日にソニー・ミュージックレコーズから12曲入りの12センチCDと2曲入りの8センチCDの2枚組としてリリースされた。本作はオリコンアルバムチャートにおいて最高位第14位の登場週数は9回で、売り上げ枚数は5.3万枚となった。
「DISC 1」には1枚目のアルバム『十七歳の地図』（1983年）から「十七歳の地図」および「僕が僕であるために」、2枚目のアルバム『回帰線』（1985年）から「存在」および「シェリー」、3枚目のアルバム『壊れた扉から』（1985年）から「失くした1/2」、5枚目のアルバム『誕生』から「ロザーナ」および「COOKIE」そして「誕生」、ライブ・ビデオ『TOUR 1991 BIRTH』（1992年）から「I LOVE YOU」、6枚目のアルバム『放熱への証』（1992年）から「優しい陽射し」、ライブ・アルバム『約束の日 Vol.2』（1993年）から「太陽の破片」、シングル「15の夜 (ライブ)」からカップリング曲であった「ダンスホール」が収録されている。「十七歳の地図」はシングルバージョンが収録されており、同バージョンはCD-BOX『TEENBEAT BOX』（1995年）のボーナストラックとして収録されていたが、フルアルバムに収録されるのは本作が初となった。「I LOVE YOU」はライブ・ビデオからのテイクであるが、本作では新たにミックスを行っている。「太陽の破片」は残されたライブテイクをすべてミックスし直し、その中から結局としては『約束の日 Vol.2』収録バージョンが収録されることになった。「ダンスホール」は1991年10月30日に行われた最終公演からのものであり、尾崎が聴衆の前で最後に歌ったテイクとなった。
「DISC 2」に収録された2曲は、井上鑑のCDブック『TOKYO INSTALLATION』（1986年）に収録されていた、尾崎が自身の作品以外に書き下ろした唯一の楽曲である。同アルバムには尾崎がと浜田省吾が2曲ずつ提供しており、東京をテーマとして制作が行われた。浜田が制作した曲には井上と浜田、尾崎の3人が談笑している会話が収録されているほか、尾崎の提供曲にも尾崎自身の音声が使用されている。

## 収録曲
- CDブックレットに記載されたクレジットを参照[8]。

### DISC 1
| #         | タイトル                                                            | 作詞・作曲 | 編曲           | 時間  |
| --------- | ------------------------------------------------------------------- | ---------- | -------------- | ----- |
| 1.        | 「十七歳の地図 (Single Version)」(Seventeen's Map (single version)) | 尾崎豊     | 西本明         | 5:02  |
| 2.        | 「存在」(Existence)                                                 | 尾崎豊     | 町支寛二       | 4:34  |
| 3.        | 「ロザーナ」(Rossana)                                               | 尾崎豊     | 尾崎豊、星勝   | 5:31  |
| 4.        | 「失くした1/2」(Alternative)                                        | 尾崎豊     | 西本明         | 3:53  |
| 5.        | 「シェリー」(Shelly)                                                | 尾崎豊     | 西本明         | 5:47  |
| 6.        | 「I LOVE YOU (Live Version)」                                       | 尾崎豊     | 西本明         | 4:39  |
| 7.        | 「太陽の破片 (Live Version)」(A Piece Of Sun (live version))        | 尾崎豊     | 本多俊之       | 5:59  |
| 8.        | 「誕生」(Birth)                                                     | 尾崎豊     | 尾崎豊、星勝   | 9:53  |
| 9.        | 「優しい陽射し」(In Your Heart)                                     | 尾崎豊     | 尾崎豊、今泉洋 | 5:26  |
| 10.       | 「COOKIE」                                                          | 尾崎豊     | 尾崎豊、星勝   | 6:29  |
| 11.       | 「ダンスホール (Live Version)」(Dance Hall (live version))          | 尾崎豊     | 西本明         | 5:35  |
| 12.       | 「僕が僕であるために」(My Song)                                     | 尾崎豊     | 町支寛二       | 4:55  |
| 合計時間: | 合計時間:                                                           | 合計時間:  | 合計時間:      | 67:43 |

### DISC 2
| #         | タイトル                                                        | 作詞      | 作曲      | 編曲   | 時間 |
| --------- | --------------------------------------------------------------- | --------- | --------- | ------ | ---- |
| 1.        | 「歩き出すまえの少年〜Instrumental」(Boy About to Walk)         |           | 尾崎豊    | 井上鑑 | 5:04 |
| 2.        | 「たった独りのための駅〜Instrumental」(Station Only for Myself) |           | 尾崎豊    | 井上鑑 | 3:42 |
| 合計時間: | 合計時間:                                                       | 合計時間: | 合計時間: | 8:46   |      |

## スタッフ・クレジット
CDブックレットに記載されたクレジットを参照。
- 須藤晃（カリントファクトリー） – プロデュース
- 田島照久 (Thesedays) – アート・ディレクション、デザイン、写真提供、イラストレーション

## チャート
| チャート         | 最高順位 | 登場週数 | 売上数  | 出典  |
| ---------------- | -------- | -------- | ------- | ----- |
| 日本（オリコン） | 14位     | 9回      | 5.3万枚 | [ 2 ] |

## リリース日一覧
| No. | リリース日     | レーベル                       | 規格                   | カタログ番号 | 備考                   | 出典                 |
| --- | -------------- | ------------------------------ | ---------------------- | ------------ | ---------------------- | -------------------- |
| 1   | 1999年11月25日 | ソニー・ミュージックレコーズ   | 12センチCD + 8センチCD | SRCL-4721～2 |                        | [ 10 ] [ 11 ] [ 12 ] |
| 2   | 2012年11月7日  | ソニー・ミュージックレーベルズ | AAC-LC                 | -            | デジタル・ダウンロード | [ 13 ]               |
| 3   | 2012年11月7日  | ソニー・ミュージックレーベルズ | ロスレスFLAC           | -            | デジタル・ダウンロード | [ 14 ]               |